# Umoja
Umoja Uaso ("unidade" em suaíli, o Uaso Nyiro é um rio próximo) é uma vila no Quénia. A vila, fundada em 1990, é uma vila matriarcal completamente feminina localizada perto da cidade de Archers Post no Condado de Samburu, 380 km da capital, Nairóbi. Foi fundada por Rebecca Lolosoli, uma mulher Samburu, como um santuário para sobreviventes de violência contra mulheres sem-abrigo, e jovens raparigas a fugir da casamentos forçados ou mutilação genital. As mulheres do povo Samburu não concordam com violência e a posição tradicional subordinada das mulheres.
Elas gerem uma escola primária, centro cultural e uma zona de campismo para turistas visitando a adjacente Reserva Nacional Samburu. Elas criam e vendem joias para ajudar a vila.

## História
As mulheres Samburu têm uma posição subordinada na sua sociedade. Não lhes é permitido possuir terreno ou outros tipos de propriedade, como gado. As mulheres são consideradas propriedade dos seus maridos. Elas podem ser sujeitas a mutilação genital, casamento forçado com os anciões, estupro, e violência doméstica.
Em 2003, a Amnesty International relatou provas credíveis de vários estupros de mulheres quenianas por membros do Exército britânico por décadas. Um caso foi trazido à justiça pelos estupros de 1,400 mulheres Samburu. O caso foi "resolvido". Estas mulheres foram abandonadas pelos maridos porque eram consideradas "contaminadas". Outros homens expulsaram as mulheres de casa com medo de contrair infeções sexualmente transmissíveis das mulheres estupradas.
Depois de muitas mulheres se verem sem casas, elas criaram Umoja. Rebecca Lolosoli é uma das fundadoras de Umoja, e criou a ideia de criar uma vila para mulheres quando ela estava a recuperar de ter sido espancada por falar contra a mutilação genital. Eventualmente quinze mulheres juntaram-se para fundar a vila original em 1990.
Como resposta, alguns homens estabeleceram as suas próprias, eventualmente não bem sucedidas vilas nos arredores. Os homens tentaram criar um negócio rival de artesanato ou tentavam dissuadir turistas de parar em Umoja. As mulheres eventualmente compraram o terreno que os homens ocupavam.
As aldeãs inicialmente vendiam vegetais que compravam de outros, visto que não sabiam como os cultivar. Isto não foi bem sucedido, e a vila começou a vender artesanatos tradicionais a turistas. O Serviço de Vida Selvagem do Quénia tomou conhecimento e ajudou as mulheres a aprenderam de grupos bem sucedidos em áreas como Masai Mara, para melhorar o negócio de Umoja. As mulheres também tiveram ajuda dos Serviços Sociais e de Herança do Quénia e do Ministério da Cultura.
Depois de Lolosoli visitar as Nações Unidas em 2005, homens na vila vizinha abriram um processo judicial contra ela, esperando fechar a vila. Em 2009, o ex-marido de Lolosoli atacou a vila, ameaçando-lhe a vida. Por algum tempo, as mulheres fugiram da aldeia para sua segurança.
As mulheres da vila atualmente possuem o terreno. Em 2021, o pedido da aldeia para obter um título comunitário sobre uma área de pastagem estava a ser analisado pelo governo.

## Geografia e demografia

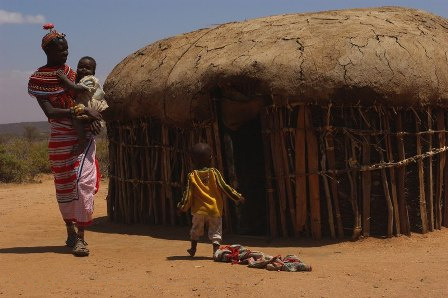
Família fora da sua cabana em Umoja.

Umoja está localizada no centro-norte do Quénia no Condado de Samburu, perto de Archers Post. A vila é feita de cabanas manyata construída de uma mistura de terra e estrume de vaca num campo abandonado. As casas estão rodeadas de espinhos e arame farpado.
As pessoas da vila têm um objetivo de "melhorar o meio de vida das melhores devido à crescente pobreza e combater o problema das mulheres serem abandonadas pelas suas famílias." A vila também acolhe fugitivas ou raparigas que forem expulsas de casa, e cria órfãos, crianças abandonadas e crianças com VIH. A vila também fornece asilo para mulheres que fogem de violência do Distrito Turkana.
As residentes da comunidade têm de usar a roupa tradicional e missangas do povo Samburu. A mutilação genital é proibida na vila.

### População
É permitido que os homens visitem a vila, mas não lhes é permitido viver em Umoja. Em 2015, um homem visitava a vila diariamente para cuidar do gado. Aos meninos criados na vila é lhes pedido que saiam quando tiverem dezoito anos. Só homens criados enquanto criança em Umoja podem dormir na vila.
Em 2005, existiam 30 mulheres e 50 crianças em Umoja. Em 2015, existiam 47 mulheres e 200 crianças a viver na vila.

### Economia
As residentes de Umoja estão envolvidas em artesanato tradicional Samburu que vendem no Centro Cultural de Mulheres Umoja Waso. Os artesanatos incluem missangas coloridas, um análogo de cerveja caseira com baixo teor de álcool[carece de fontes?] e mais. Os itens vendidos também estão disponíveis num website. As mulheres também gerem um parque de campismo para os turistas que visitam a Reserva Nacional Samburu. Todas as mulheres doam dez por cento dos seus lucros para a vila como um imposto para apoiar a escola e outras necessidades.
A vila sofreu falta de rendimento em 2020 devido à pandemia de COVID-19.

### Educação
Na sociedade tradicional, as crianças estão envolvidas em cuidar do gado, mas em Umoja, todas as crianças recebem uma educação. Existe uma escola primária que pode acomodar 50 crianças. A vila também tem sido capaz de abrir uma creche.
As residentes da vila vão a outras vila para promover os direitos das mulheres e para fazer campanha contra a circuncisão feminina.

### Governo
As mulheres da vila juntam-se debaixo da "árvore da fala" para tomar decisão para a vila. Lolosoli serve como a presidente da vila. Todas as mulheres da vila tem status igual.